# Олексій Апокавк
Олексій Апокавк (д/н — 11 червня 1345) — державний та військовий діяч Візантійської імперії.

## Життєпис

### Кар'єра
Походив з родини нешляхетського стану, напевне ремісників. Народився наприкінці 1280-х або у 1290-х роках у Віфінії. Спочатку служив за невелику плату в управлінні доместика фема переписувачем у чиновника Макрина, збирав податки з хліборобів, після цього — архонту Миколаєві, який займався тією ж справою, згодом при архонті солі стратигом, розпоряджалося сіллю і її продажем. 1320 року, користуючись підкупом, наклепом, доносами імператорові Андронику II отримав призначення на посадуу архонта солі.
У 1321 році був призначений паракімоменом, а крім того, за даними деяких джерел доместиком західних фем. Його високе положення зробило його корисним для Іоанна Кантакузина, який залучив його разом з Сіргіаном Палеологом і протостратором Феодором Сінадіном в змову, спрямовану на повалення імператора Андроніка II Палеолога на користь його онука Андроніка.
У 1325 році імператор оголосив онука співправителем і передав Фракію і деякі райони Македонії під його управління. Коли 1328 року Андроник III став єдиним імператором, Олексія Апокавка було призначено на посади месазона (очільника імператорського секретаріату) та протовестіарія, які до цього обіймав Іоанн Кантакузін. Ці посади дозволили йому заробити значну особистий статок, який Апокавк спрямував на будівництво особистої резиденції — укріпленого будинку-фортеці Епівати поблизу Селімбрії на узбережжі Мармурового моря.
До раптової смерті Андроніка III в червні 1341 року Апокавк залишався вірним своєму покровителю Кантакузіну. Незадовго до смерті імператора його було призначено на високу посаду великого дуки (командувача всім візантійським флотом). При цьому він вніс суму у розмірі 100 тис. гіперпіронів на будівництво військового флоту. На своїй посаді Апокавк здобув низку перемог над флотиліями беліків осман, Айдин і Мекше, що перешкоджали торгівлі візантійців.

### Боротьба з Кантакузиним
У 1341 році розгорнулася боротьба за регентство над малолітнім імператором Іоанном V. За деякими відомостями Апокавк запропонував Іоанну Кантакузину захопити трон, а коли той відмовився, перейшорв на бік регентки Анни Савойської. Втім, ця версія представлена прихильниками Кантакузина, що намагалися очорнити його ворогів та виставити самого Кантакузина прихильником закону. В усякому разі Олексій Апокавк запропонував регентці діяти рішуче проти Іоанна Кантакузина. Останній опирався на місцеву земельну знать, Апокавк отримав підтримку міст та бюрократії.
В результаті громадянської війни між прихильниками Анни Савойської та Олексія Апокавка (очільника зелотів), з одного боку, та Іоанна Кантакузина, що 1341 року, оголосив себе імператором. До конфлікту були втягнуті не тільки сили всередині Візантійської імперії, але й сусідні народи й держави. Підсумком війни стало остаточне послаблення імперії.
Спочатку прихильники Апокавка діяли успішно, в результаті влітку 1342 року Кантакузин був змушений тікати до Сербії. У 1343 році Кантакузину з допомогою Стефана Душина, короля Сербії, та Умур, еміра бейліка Айдин, вдалося завдати військам регентки низку поразок. Анна Савойська і Апокавк втратили Македонію, але зуміли зберегти Фессалоніки. Поступово, прихильники Апокавка стали залишати його, зокрема власний син Мануїл, що перейшов на бік Кантакузина. Флот на чолі із Апокавком не зміг перешкодити пересуванню через Дарданели турецьких найманців Канкакузина.

### Загибель
На початку 1345 року Апокавк і константинопольский патріарх Іоанн Каліка відхилив пропозиції Іоанна Кантакузина про перемир'я, передане через двох францисканських ченців. Намагаючись зміцнити свою владу, Олексій Апокавк оголосив про нові репресії проти знаті і почав будівництво нової в'язниці. 11 червня 1345 року Апокавк раптом вирішив перевірити цю в'язницю без супроводу своїх охоронців. У цей час ув'язнені повстали і вбили Апокавка, обезголовивши його, а голову посадили на палю на даху в'язниці. Анна Савойська була настільки шокована і обурена втратою Апокавка, що дала можливість прихильникам останнього помститися за смерть свого очільника. В результаті всіх ув'язнених (близько 200 осіб) було вбито, хоча деякі з них намагалися знайти притулок в сусідньому монастирі. Після загибелі Олексія Апокавка у таборі регентки та її прихильників почалися розбіжності, які врешті-решт і призвели до вступу Іоанна Кантакузина до Константинополя 1347 року.

## Родина
1. Дружина — ім'я невідоме, донька священника
Діти:
- Іоанн (д/н—1345), великий примікерій, дука Фессалонік
- Манул (д/н—після 1344), дука Адріанополя
- донька, дружина: 1) Андроніка Палеолога, протостратора; 2) Іоанна Асана, себастократора

2. Дружина — стриєчна сестра Георгія Хоумна, великого стратопедарха
Діти:
- донька, дружина сина Іоанна Каліки, константинопольского патріарха
- донька